# Quingentole
Quingentole est une commune italienne de la province de Mantoue, dans la région Lombardie.

## Administration
| Période                                  | Période  | Identité          | Étiquette | Qualité |
| ---------------------------------------- | -------- | ----------------- | --------- | ------- |
| 28/06/2004                               | En cours | Alberto Manicardi |           |         |
| Les données manquantes sont à compléter. |          |                   |           |         |

### Communes limitrophes
Pieve di Coriano, Quistello, Schivenoglia, Serravalle a Po, Sustinente